# Krinčinas
Krinčinas is een plaats in de gemeente Pasvalys in het Litouwse district Panevėžys. De plaats telt 527 inwoners (2001).